# Betsimisarakes
Els betsimisarakes són un poble de Madagascar, que ocupen el sud, fins en la major part del litoral oriental de l'illa, des de la regió de Mananjary a Antalaha al nord. Com els sakalaves de la costa oest, els betsimisarakes constitueixen un reagrupament de diverses comunitats que les circumstàncies històriques han unificat en una mateixa denominació.
Aquest reagrupament ha estat qualificat de confederació, en la mesura on no es realitza amb l'objectiu d'elegir un sol home al seu front, sinó de crear aliances econòmiques i polítiques entre les diferents comunitats que la componen. Aquestes aliances són necessàries pel bon funcionament d'aquestes societats perquè el context d'aquesta regió al segle XVIIIe caracteritzada per intercanvis comercials importants entre europeus i malgaixos, podia desestabilitzar les seves organitzacions.
Ratsimilaho fou un cap malata (mulat) que va aconseguir reunir les comunitats de la major part de la costa est de Madagascar, sota una mateixa denominació: Betsimisaraka, és-a-dir "els que no se separen mai, el que són solidaris". Aquesta adhesió li va permetre de poder fer front i gestionar els intercanvis amb els europeus, sense pertorbar completament aquestes poblacions.

## El comerç d'esclaus i la creació de la confederació Betsimisaraka alseglexviii

### El comerç d'esclaus
Fins al començament del segle xviii, els pobles que constitueixen el nucli del grup betsimisaraka s'anomenaven respectivament, Antatsimo (les comunitats del sud de la regió), Varimo (les del centre) i Antavaratra (les del nord). Cadascun d'aquests pobles posseïa les seves pròpies particularitats culturals i lingüístiques, si bé encara podien entrar en conflicte. Justament, aquests hostilitats foren encoratjades pels tractants europeus (negrers, venedors, governadors de colònies com la de l'illa de França…), dels quals el nombre va augmentar de manera creixent entre el segle XVIIe i el segle xviii.
Freqüentaven la regió per comprar essencialment esclaus, arròs i ramaderia, a canvi d'armes, vidres, teles i altres. Aquest comerç permetia a alguns des reavituallar-se, i a de altres de procurar-se una mà d'obra servil per les seves plantacions, com les de la colònia francesa d'illa de França, avui illa Maurici. Afegirem que al segle xviii els venedors que freqüentaven les costes malgaixes eren essencialment francesos, encara que hi hi havia alguns anglesos, holandesos i portuguesos que la freqüentaven en una menor mesura. Els principals llocs de desembarcament i d'intercanvis eren la badia d'Antongil, Santa-Maria de Madagascar, Foulpointe, Tamatave, Fénérive, Mahambo i Mananara.
Entre el final del segle xvi i el final del segle xviii els estrangers que van desembarcar sobre les costes de Madagascar no es van instal·lar mai pròpiament i no van fer cap intent d'integració; una sola excepció a la regla són els pirates.

### La pirateria
Entre els anys 1680 i 1710, la pirateria s'instal·là sobre la costa oriental de l'illa en el nord-est, entre Tamatave i Vohémar, passant per la badia d'Antongil, Foulpointe i Santa-Maria. Aquest punt de ancorada permetia als pirates no només d'estar estratègicament ben situats per controlar les naus de pas cap a les Índies, sinó també de poder reavituallar-se en abundància i fer escala. En conjunt, els pirates mantenien bones relacions amb les poblacions locals tot i que hi havia coalicions d'interessos i conflictes. S'instal·laven la majoria del temps amb dones malgaixes, amb les que donaven naixement a nounats. Aquests mulats van constituir un nou grup de individus entre les comunitats malgaixes, anomenats malata o zana-malata (« mulats » o « descendents de mulats »).
Hubert Deschamps en la seva Histoire de Madagascar apareguda l'any 1972, suposa que els pirates no mantenien pas verdaderament bones relacions amb les poblacions locals perquè eren massa rudes i estenien massa les seves riqueses ; recolza aquesta hipòtesi amb la destrucció i el pillatge de Libertàlia - un govern dit republicà que es pot qualificar de igualitari, on els pirates i els malgaixos convivien a Diego-Suarez. En el conjunt, els investigadors pensen que els pirates mantenien bons contactes amb les poblacions, com Filliot en La Traite des esclaves vers les Mascareignes au XVIIIe siecle aparegut l'any 1974, Guillaume Grandidier en Histoire physique, naturelle et politique de Madagascar, histoire politique et coloniale, vol V, fascile 1, aparegut l'any 1958, o encara Yvette Sylla, en el seu article Les malata : cohésion et disparité d'un groupe aparegut en Omaly sy Anio el 1985-86, que suposa el contrari, i els concedeix fins i tot una posició influent al si de les comunitats locals. Els pirates s'havien aliat als caps locals que els consultaven de temps a altre per atreure's la seva simpatia i eventualment les seves bones gràcies. El sentit de la jerarquia, l'autoritat estricte i la ment de solidaritat dels pirates pot permetre de comprendre, segons Yvette Sylla, la bona receptivitat dels malgaixos a la seva consideració i l'èxit de les seves integracions. Eren també molt segurament més respectuosos que els tractants europeus, perquè el seu interès no era pas el mateix des de l'inici, ni l'objectiu dels seus intercanvis amb els locals. Els pirates s'interessaven més sincerament pes malgaixos, provant d'aprendre les seves llengües, els seus costums, menjant com ells, i barrejant-se amb ells. Creaven aliances matrimonials amb els pobles, creaven coalicions d'interessos amb els caps locals i alguna vegada intervenien en les relacions intercomunitàries, de vegades conflictives.
Ratsimilaho, el fundador de la confederació Betsimisaraka era la un d'aquestes malata ; el seu pare - Tom Tew segons Guillaume Grandidier, que va efectuar les seves investigacions al final del segle XIXe, i Thomas White, segons Eugène Mangalaza i Filliot, investigadors del segle XXe - era un pirata d'origen anglès; s'havia casat l'any 1695 amb Rahena, una princesa Anteva de la família de Zafindramisoa, procedent de Foulpointe ; tots dos van tenir com a fill al futur filohabe (gran cap) Ratsimilaho, anomanat sota el seu regnat com Ramaromanompo.

### La creació de la confederació betsimisaraka
Entre el final del segle xvii i el començament del segle xviii, els Antatsimo i els Antavaratra estaven en situació conflictiva pel control dels centres de comerç. Ratsimilaho, sent un Antavaratra i un malata, aconseguí cap a 1710 imposar-se al cap dels pobles del nord, després d'haver rebutjat una invasió conjunta de comunitats del sud, els Tsikoa i els Anteva, conduïda pel poderós cap Ramanano.
Les poblacions que vivien entre l'Irangy i Manampontany (regió betsimisaraka al sud de Toamasina) s'havien unit sota el cap Ramanano amb l'objectiu de marxar a la conquesta de Tamatave, Fénérive, Foulpointe i Santa Maria, per controlar els principals centres comercials amb els estrangers; van prendre en aquesta ocasió el nom de tsikoa, que vol dir « que no es retiren ». Aquests homes van aconseguir procurar-se armes, pólvora, bales… necessàries per batre's, i també per resistir als aliats de Ratsimilaho, que també en posseïen. Per contra cal precisar que l'ús de les armes no era pas efectiu, les armes de foc tenien un abast simbòlic de força i de poder, és-a-dir que no servien a fer fluir la sang sinó però a impressionar. Finalment, Ratsimilaho aconseguí batre a Ramanano, i després d'aquesta última confrontació els homes d'aquest cap van ser anomenats betanimena, « que estan coberts de terra vermella », un terme que s'ha mantingut fins avui dia per designar les poblacions betsimisaraka del sud (de Mananjary a Tamatave).
Però encara que batuts per Ratsimilaho, els Betanimena van continuar a resistir, empenyent així Ratsimilaho a reforçar-se aliant-se a altres comunitats. Així va prendre per dona a la filla d'un gran cap sakalava, i li va demanar a continuació de combatre amb ell contra els betanimena. Prosseguint la guerra, tot portant una hàbil política d'unió amb diferents socis, Ratsimilaho va acabar per sotmetre sota la seva autoritat la major part del litoral oriental del qual va reagrupar els pobles a l'interior d'una gran confederació anomenada betsimisaraka, literalment « els nombrosos que no se separen pas ». Aquesta guerra va durar molt de temps, i segons Alfred Grandidier hauria estat « la una de les més llargues i més homicides i la més fecunda en esdeveniments » de la costa oriental de Madagascar.
No obstant això, després de la desaparició de Ratsimilaho a la meitat del segle XVIIIe el seu regne, amb una unitat precària, va recobrar a poc a poc el seu estat de divisió entre els diferents caps locals, entre els quals els més poderosos eren els malata que rivalitzaven entre ells. Això explica la facilitat de la conquesta de la regió pels exèrcits de Radama I a partir de 1817. Des de llavors, fins al moment de la colonització francesa, els merines van aconseguir mantenir-hi la seva autoritat.

## El regne de Ratsimilaho
El nom de Betsimisaraka, "els nombrosos per sempre units" o "els nombrosos inseparables" que designa les tres grans comunitats habitant entre Sambava i Mananara, fou donat en el curs de la famosa cerimònia on Ratsimilaho es va aliar amb els cacicats del nord, els antavaratra. Aquesta estratègia política es va estendre a continuació a les poblacions antatsimo del sud (els varimo, tsitambala, tsikoa, betanimena). E.G. Mangalaza, en Vie et mort chez les betsimisaraka publicat l'any 1998 per l'Harmattan, precisa que Ratsimilaho va ser un "filohabe" (un gran cap), i no un rei a pròpiament dit. És precisament per això que es parla de confederació Betsimisaraka i no de regne Betsimisaraka.
Malgrat tot, aquest filohabe va saber donar a la seva regió l'estructura i l'organització solidaria que li calia per poder estar en una zona relativament prospera sobre el pla comercial i agrícola. Sobre el pla econòmic va liberalitzar el comerç obrint els ports Betsimisaraka als tractants estrangers, als malata o als indígenes, afavorint així les iniciatives personals. Encoratjar la producció d'arròs per poder exportar els excedents cap a les Mascarenyes. Sobre el pla social, va provar de barrejar les diverses comunitats per crear una autèntica unió i obrir el comerç a la gent del sud com del nord, donant de les terres als Antatsimo cap a Tamatave, Foulpointe, Fénérive, abandonades pels locals. Hi havia doncs ambicions polítiques, econòmiques i socials a llarg terme, esperant que els seus descendents els portessin i els perpetuessin. Desgraciadament, no va aconseguir mantenir una cohesió social al si de la confederació; dos exemples són relatat per E.G. Mangalaza en Vie et mort chez les Betsimisaraka.
Primerament el cas de Bety la filla de Ratsimilaho, que va donar Santa-Maria de Madagascar als francesos abans de agafar els esperits (morts) i donar l'illa al seu germà Zanahary l'any 1757, després de 7 anys d'indecisió que van provocar represalies en un camp com en l'altre. Hi ha també el cas de Juvy i Zakavola que van afeblir la popularitat dels malata de Foulpointe i Fénérive, conduint expedicions per fer ràtzies contra els sihanaka i els bezanozano. Anotem que aquests conflictes foren molt encoratjats per la competició que es jugava d'una part entre les comunitats malgaixes pel comerç amb els estrangers, i d'altra part la competició entre França i Gran Bretanya pel monopoli comercial a Madagascar, que no van fer altre que enverinar les seves relacions i així dividir els betsimisarakes.